# فيكتور أوتشوا
فيكتور أوتشوا (بالإنجليزية: Victor Ochoa)‏ هو رسام جداريات ‏ أمريكي، ولد في 2 أغسطس 1948.